# Cyclosorus lenormandii
Cyclosorus lenormandii är en kärrbräkenväxtart som först beskrevs av Carl Frederik Albert Christensen, och fick sitt nu gällande namn av Ren-Chang Ching. Cyclosorus lenormandii ingår i släktet Cyclosorus och familjen Thelypteridaceae. Inga underarter finns listade.
Arten är uppkallad efter den franske botanikern Sébastien René Lenormand.